# Rhomphaea metaltissima
Rhomphaea metaltissima là một loài nhện trong họ Theridiidae.
Loài này thuộc chi Rhomphaea. Rhomphaea metaltissima được Ilka Maria Fernandes Soares & Hélio Ferraz de Almeida Camargo miêu tả năm 1948.